# Пендоліно
Пендоліно — серія італійських високошвидкісних електропоїздів з максимальними швидкостями від 200 до 250 км/год, у більшості випадків із кузовом, що нахиляється. 
Спочатку випускався Fiat Ferroviaria, а пізніше Alstom, який придбав «Fiat Ferroviaria».

## Історія

### Походження
Ідея нахилу кузова поїзда стала популярною в 1960-1970-х рр. У той час багато залізничних операторів, вражені високошвидкісними поїздами, запущеними у Франції (TGV) і Японії (Сінкансен), думали про технічне рішення для підвищення швидкості руху без необхідності будівництва додаткових спеціально пристосованих колій, як це зробили дві країни. 
Поїзд із кузовом, що нахиляється може долати повороти, розроблені для повільних поїздів на вищих швидкостях, безпечно та не створюючи дискомфорту для пасажирів 
.

### Прототип

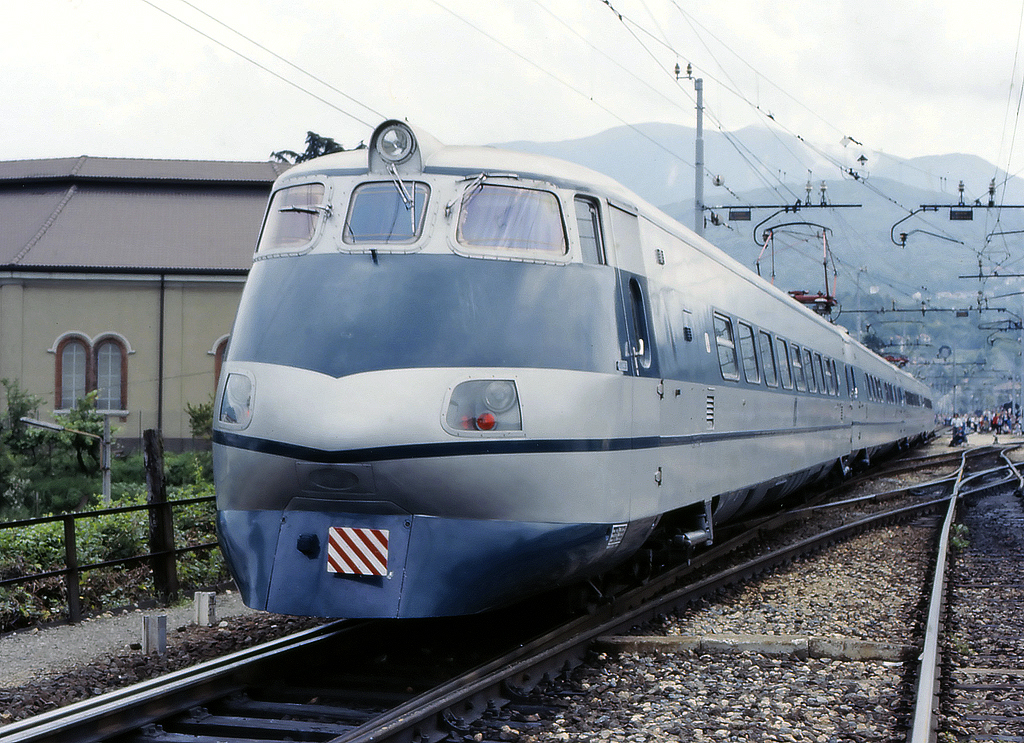
ETR401

У 1974 році, після багатьох років випробувань, був створений перший прототип електропоїзда з кузовом, що нахиляється. 
Це був чотиривагонний зчленований транспортний засіб під назвою ETR401 з кабіною, що нагадує носову частину літака та працює від 3000 В постійного струму. 
Потяг був розрахований на швидкість 250 км/год, а під час випробувань досяг швидкості 260 км/год 
.

### Друге покоління

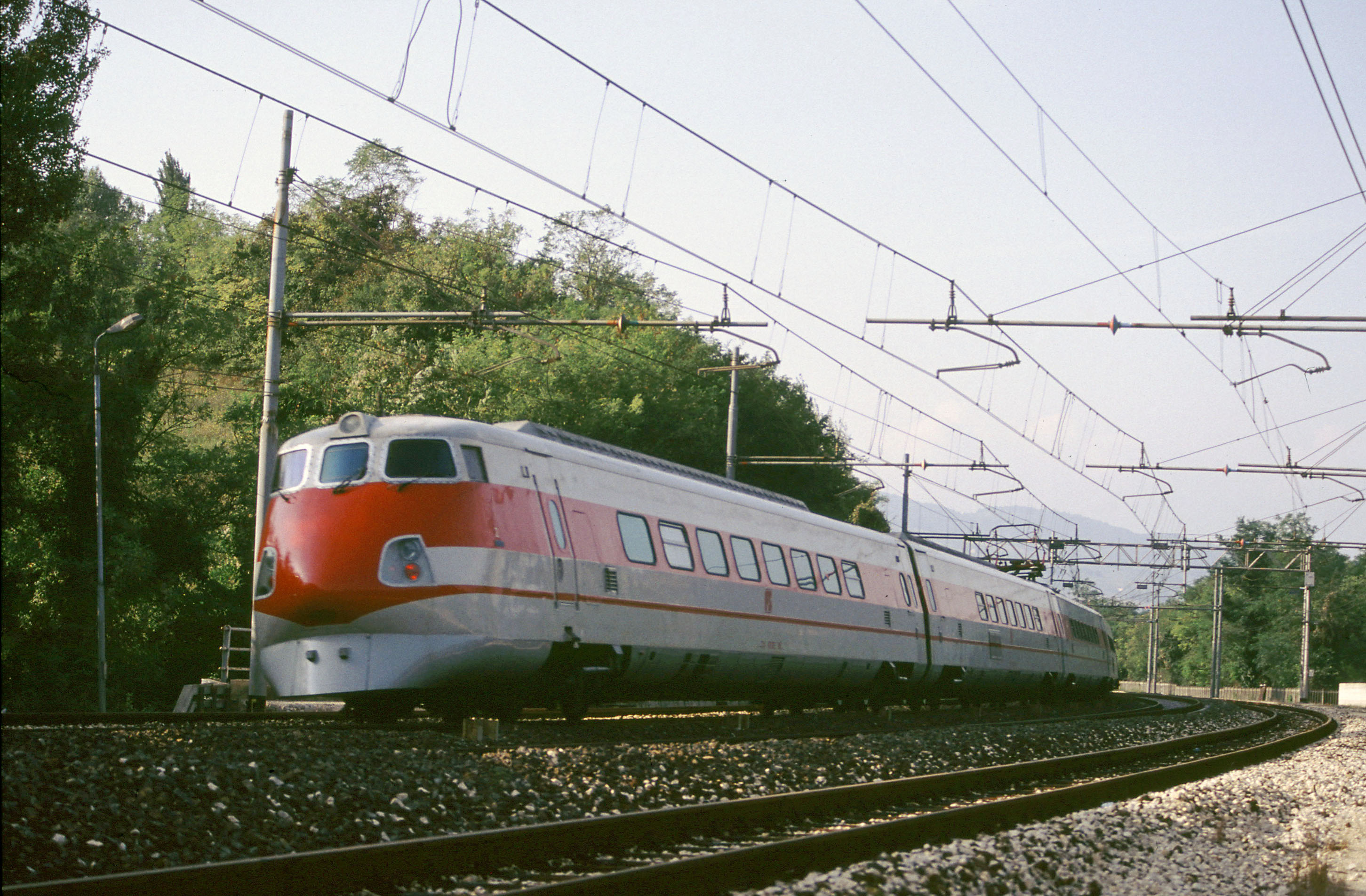
ETR450

У 1985 році компанія Ferrovie dello Stato замовила 9-вагонні EMU  із кузовом, що нахиляється, конструкція яких базувалася на ETR401 
. 
Нові потяги отримали позначення ETR450, вони могли розвивати швидкість 250 км/год і надійшли в штатну експлуатацію в 1988 році 
.

### Третє покоління

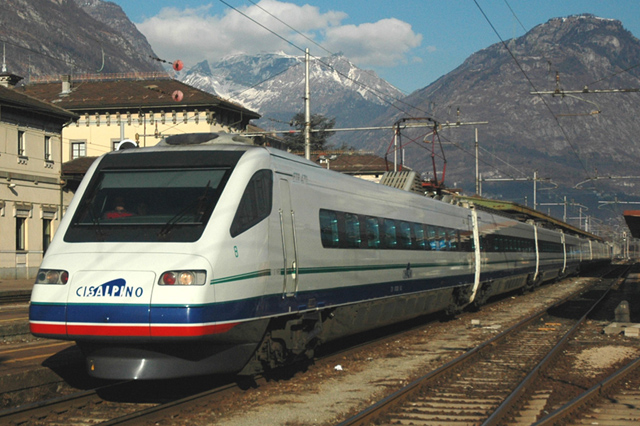
ETR470

У 1993 році була заснована швейцарсько-італійська компанія Cisalpino, яка замовила 9-ти вагонні ЕМУ з  із кузовом, що нахиляється, пристосованим для роботи при напрузі 3 кВ постійного струму (Італія) і 15 кВ змінного струму (Швейцарія та Німеччина) 
. 
Стиль потягів був перероблений італійським автомобільним дизайнером Джорджетто Джуджаро
. 
Машини отримали позначення ETR470 і прийняті до експлуатацію в 1996 році 
.
Паралельно велася робота над ETR460 для Ferrovie dello Stato, який відрізнявся від ETR470 тим, що він мав працювати на дистанціях де не було можливості забезпечити 15 кВ змінного струму 
.
У наступні роки ETR460P - блоки з 9 вагонів, адаптовані для роботи при напрузі 3 кВ постійного струму та 1,5 кВ постійного струму (південь Франції) зі зниженою максимальною швидкістю 200 км/год і ETR480 - блоки з 9 вагонів з живленням від мережі постійного струму 3 кВ 
. 
У 2006 році частина ETR800 була адаптована для роботи також при 25 кВ змінного струму, після чого позначення було змінено на ETR485 
.
На базі ETR460 і ETR470 створено багато експортних версій Pendolino:
- у 1999 році для іспанських залізниць — RENFE — була створена ширококолійна 3-х елементна версія з живленням від 3 кВ постійного струму, пізніше адаптована для роботи також при 25 кВ змінного струму[2];
- у 1999 році для португальських залізниць — Comboios de Portugal[en] — була створена ширококолійна 6-членована версія з живленням від мережі змінного струму 25 кВ[2];
- у 2000 році для словенських залізниць — Slovenske železnice — створено 3-вагонну версію з живленням 3 кВ постійного струму[2];
- у 2001 і 2004 роках для фінських залізниць — Valtionrautatiet — була створена ширококолійна 6-вагонна версія з живленням від мережі змінного струму 25 кВ[2];
- у 2004 році для іспанських залізниць — RENFE — створено стандартну колію, 4-вагонну версію з живленням від мережі змінного струму 25 кВ, без механізму нахилу кузова[5][2];
- у 2005 році для чеських залізниць — České dráhy — була створена 7-вагонна версія, адаптована для роботи під напругою 3 кВ постійного струму, 15 кВ змінного струму та 25 кВ змінного струму [2].

### ICE T

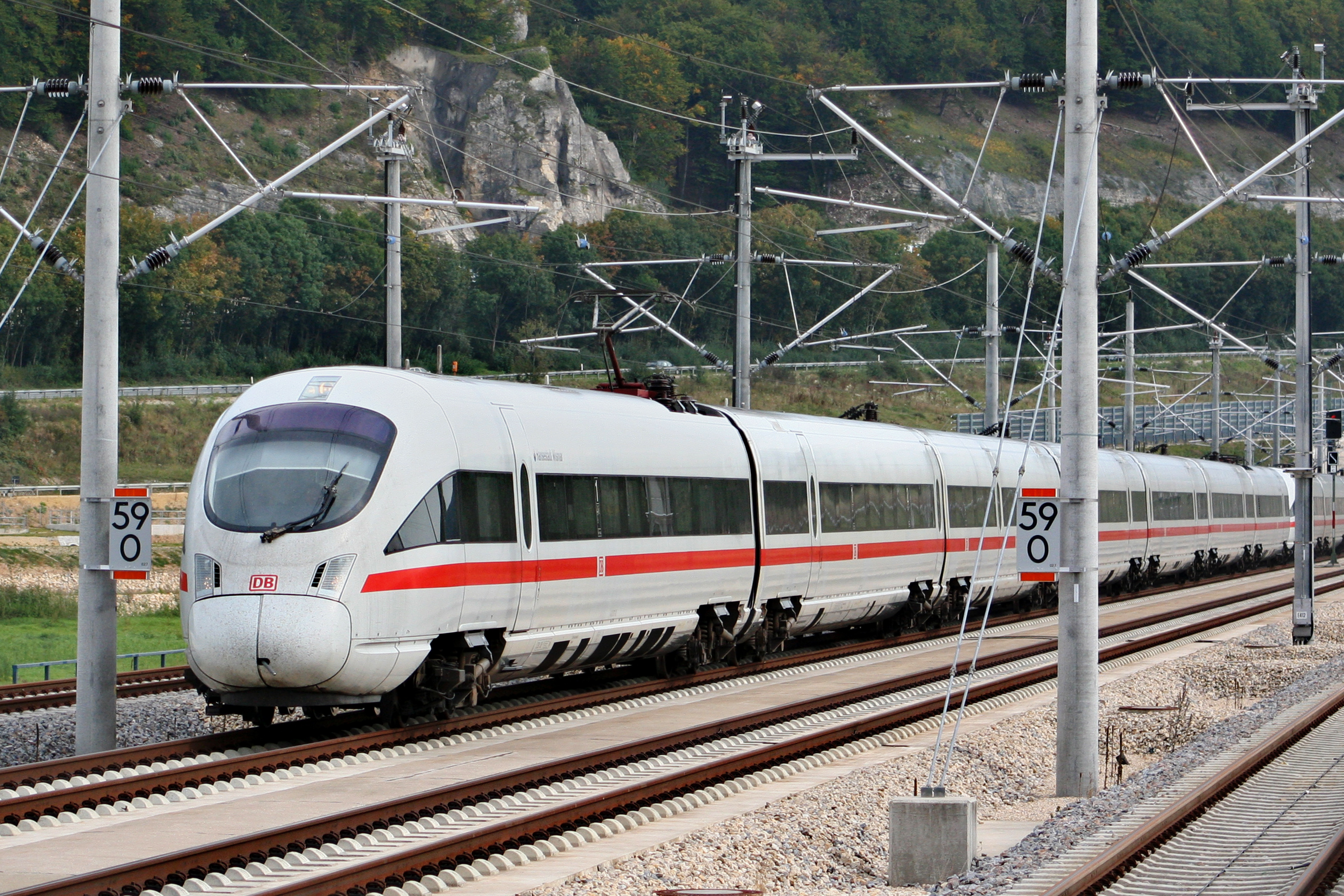
ICE T

У 1994 році був створений консорціум у складі німецьких Siemens і Duewag та італійського Fiat, завданням якого було будівництво поїзда з кузовом, що нахиляється для Deutsche Bahn
. 
Так був створений ICE T, вагони та електрообладнання якого виробляли німецькі виробники, а візки та систему нахилу постачав Fiat 
.

### Pendolino Britannico

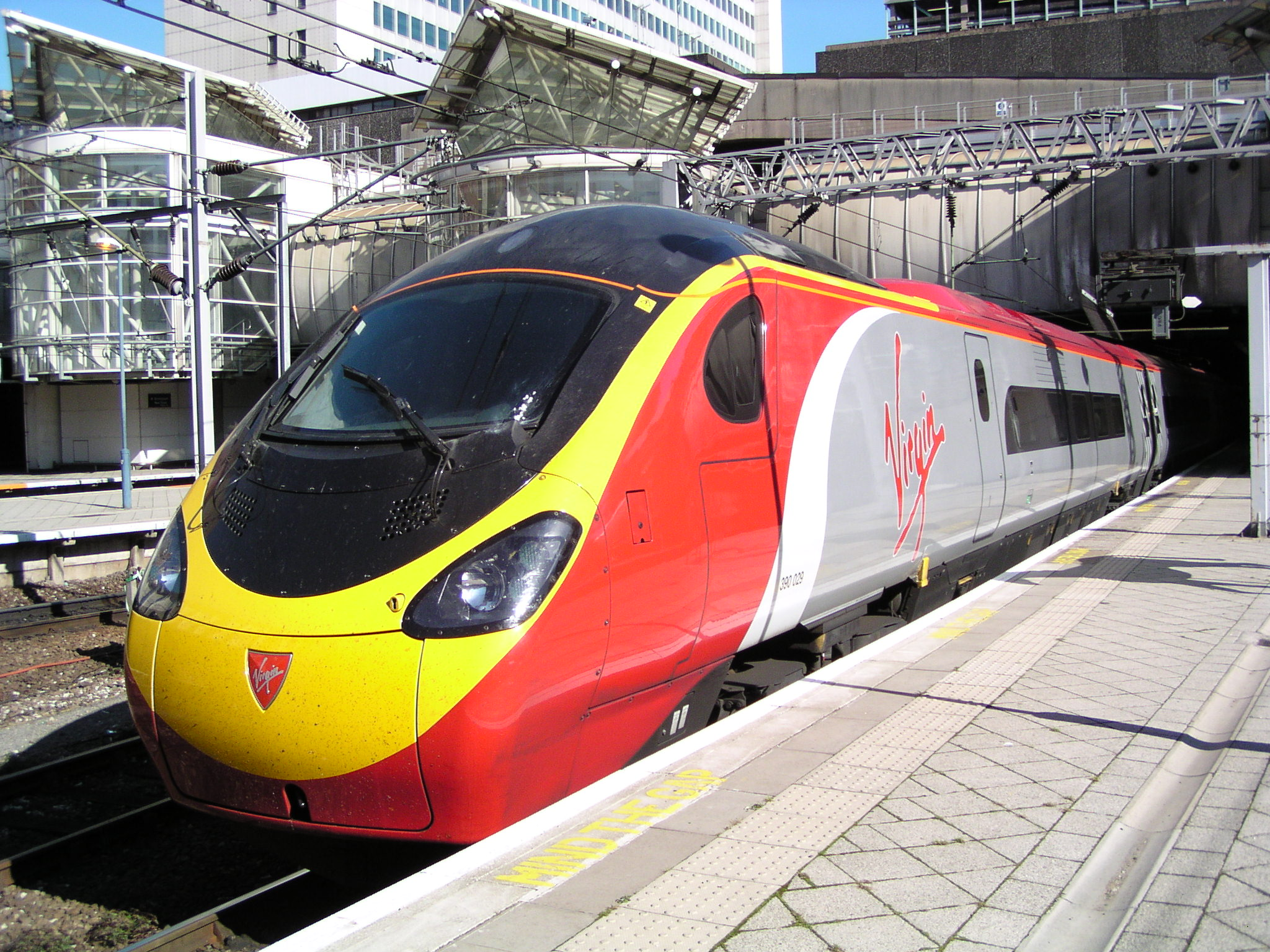
Pendolino Britannico

Через вузьку колію, застосовувану на коліях у Великій Британії, і пов’язаний з цим ризик зачепитися за перешкоди під час нахилу кузова, для одиниць, замовлених британським перевізником Virgin Trains у 1998 році, було необхідно спроектувати поїзди з нуля та оснастити їх з додатковою системою ТАСС, яка при виникненні обов'язково обмежує перекидання коробки. 
Це призвело до появи 8- і 9-вагонних агрегатів, позначених серією 390 
.

### Четверте покоління —New Pendolino

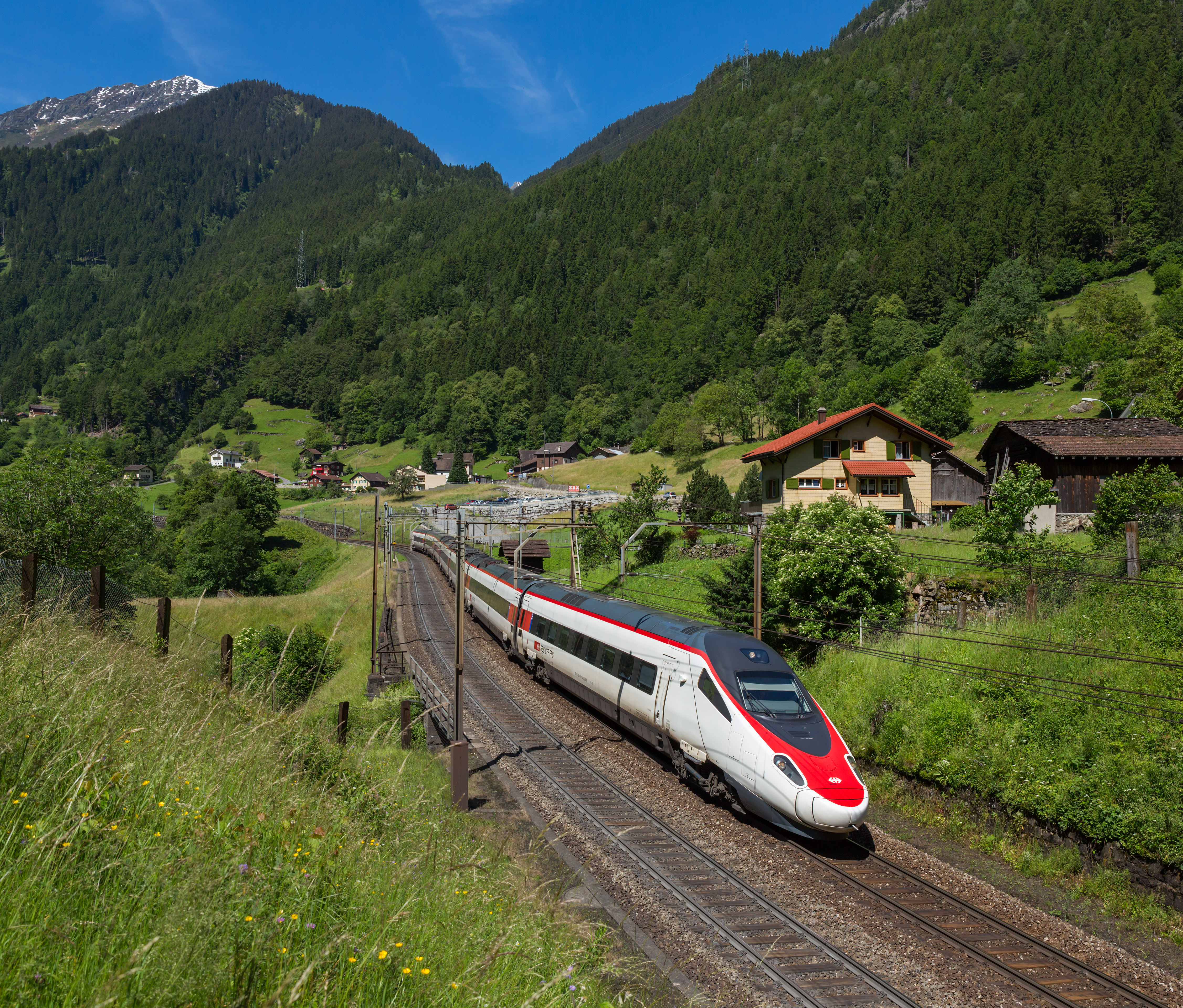
Pendolino ETR610 у Швейцарії

У 2007 році був створений CRH5, який є перехідною версією між третім і четвертим поколінням Pendolino. 
У його конструкції були використані деякі спрощення, такі як відсутність коробки, що перекидається, або застарілі технології, але він виглядає як New Pendolino
.
У 2008 році був представлений перший поїзд четвертого покоління — New Pendolino для компанії «Cisalpino», позначений як ETR610, здатний розвивати швидкість 250 км/год (проектна швидкість 275 км/год 
) 
і адаптований до роботи під напругою 3 кВ постійного струму, 15 кВ змінного струму та 25 кВ змінного струму 
. 
Трохи пізніше почалося виробництво версії без можливості роботи під напругою 15 кВ змінного струму, яка мала маркування ETR600 
.
На базі ETR600 і ETR610 створено багато експортних версій New Pendolino :
- у 2008 році для іспанських залізниць - RENFE - була створена стандартна колія, 4-вагонна версія з живленням змінного струму 25 кВ, без механізму нахилу кузова [2][7][11]
- у 2010 році для фінсько-російських залізниць — Karelian Trains[en] — була створена ширококолійна версія з 7 вагонів, адаптована до напруги електроживлення 3 кВ постійного струму та 25 кВ змінного струму[12][13]; ця версія має кабіну з попереднього покоління [12]
- у 2013 році для PKP Intercity — стандартної колії 7-вагонну версію без механізму нахилу, але зі збереженням максимальних швидкостей — експлуатаційної 250 км/год та будівельної 275 км/год[14][10].

### Pendolino для Nuovo Trasporto Viaggiatori
Наприкінці 2015 року перевізник Nuovo Trasporto Viaggiatori замовив наступне покоління Pendolino, дизайн якого створив Design & Styling Center Alstom. На відміну від попередніх поколінь, ці поїзди мають відповідати вимогам TSI
.

## Виробництво
| Тип       | Кількість вагонів | Довжина | Ширина колії | Кількість місць | Кількість місць | Кількість місць | Кількість місць | Кількість місць | Потужність | Максимальна швидкість | Прискорення | Максимальний кут нахилу | Живлення | Живлення | Живлення | Живлення |                             |
| Тип       | Кількість вагонів | Довжина | Ширина колії | 2 kl.           | 1 kl.           | Бізнес          |                 |                 | Потужність | Максимальна швидкість | Прискорення | Максимальний кут нахилу | DC       | DC       | AC       | AC       |                             |
| Тип       | Кількість вагонів | Довжина | Ширина колії | 2 kl.           | 1 kl.           | Бізнес          | 1,5 kV          | 3 kV            | Потужність | Максимальна швидкість | Прискорення | Максимальний кут нахилу | 15 kV    | 25 kV    |          |          |                             |
| --------- | ----------------- | ------- | ------------ | --------------- | --------------- | --------------- | --------------- | --------------- | ---------- | --------------------- | ----------- | ----------------------- | -------- | -------- | -------- | -------- | --------------------------- |
| Class 390 | 9                 | 216,9 m | 1435 mm      | 294             | 145             | –               | 3               |                 | 5100 kW    | 225 km/h              | 0,37 m/s²   | 8°                      | Немає    | Немає    | Немає    | Є        | [ 8 ] [ 16 ] [ 17 ]         |
| Class 390 | 11                | 265,2 m | 1435 mm      | 444             | 145             | –               | 3               |                 |            | 225 km/h              | 0,36 m/s²   | 8°                      | Немає    | Немає    | Немає    | Є        | [ 8 ] [ 16 ] [ 17 ]         |
| CP 4000   | 6                 |         | 1668 mm      | 205             | 96              | –               | –               | –               |            | 220 km/h              |             | Є                       | Немає    | Немає    | Немає    | Є        | [ 7 ] [ 11 ]                |
| CRH5      | 8                 | 211,5 m | 1435 mm      | 622             | 622             |                 |                 |                 | 5500 kW    | 250 km/h              |             | Немає                   | Немає    | Немає    | Немає    | Є        | [ 18 ] [ 19 ]               |
| ČD 680    | 7                 | 184,4 m | 1435 mm      | 226             | 105             | –               | 2               |                 | 4000 kW    | 230 km/h              | 0,41 m/s²   | 7,5°                    | Немає    | Є        | Є        | Є        | [ 20 ] [ 21 ]               |
| ED250     | 7                 | 187,4 m | 1435 mm      | 341             | 45              | –               | 2               | 16              | 5664 kW    | 250 km/h              | 0,49 m/s²   | Немає                   | Немає    | Є        | Є        | Є        | [ 14 ] [ 22 ] [ 23 ] [ 24 ] |
| ETR401    | 4                 | 105,9 m | 1435 mm      | –               | 171             | –               | –               | –               | 1800 kW    | 250 km/h              |             | 10°                     | Немає    | Є        | Немає    | Немає    | [ 1 ] [ 2 ] [ 3 ]           |
| ETR450    | 9                 | 233,9 m | 1435 mm      | 264             | 126             |                 |                 |                 | 5400 kW    | 250 km/h              |             | Є                       | Немає    | Є        | Немає    | Немає    | [ 1 ] [ 2 ] [ 3 ]           |
| ETR460    | 9                 | 236,6 m | 1435 mm      | 341             | 139             |                 |                 | 23              | 5880 kW    | 250 km/h              |             | Є                       | Немає    | Є        | Немає    | Немає    | [ 1 ] [ 2 ] [ 3 ]           |
| ETR460P   | 9                 | 236,6 m | 1435 mm      | 338             | 138             |                 |                 | 23              | 5880 kW    | 200 km/h              |             | Є                       | Є        | Є        | Немає    | Немає    | [ 1 ] [ 2 ] [ 3 ]           |
| ETR470    | 9                 | 236,6 m | 1435 mm      | 322             | 151             |                 |                 | 29              | 5880 kW    | 200 km/h              |             | Є                       | Немає    | Є        | Є        | Немає    | [ 4 ] [ 3 ]                 |
| ETR480    | 9                 | 236,6 m | 1435 mm      | 139             | 341             |                 |                 | 23              | 5880 kW    | 250 km/h              |             | Є                       | Немає    | Є        | Немає    | Немає    | [ 1 ] [ 2 ] [ 3 ]           |
| ETR485    | 9                 | 236,6 m | 1435 mm      |                 |                 |                 |                 |                 | 5880 kW    | 250 km/h              |             | Є                       | Немає    | Є        | Немає    | Є        | [ 1 ] [ 2 ] [ 3 ]           |
| ETR600    | 7                 | 187,4 m | 1435 mm      | 430             | 430             |                 | 3               |                 | 5500 kW    | 250 km/h              |             | Є                       | Немає    | Є        | Немає    | Є        | [ 7 ] [ 3 ]                 |
| ETR610    | 7                 | 187,4 m | 1435 mm      | 430             | 430             |                 | 3               |                 | 5500 kW    | 250 km/h              |             | 8°                      | Немає    | Є        | Є        | Є        | [ 7 ] [ 25 ] [ 3 ]          |
| NTV       | 7                 | 187 m   |              | ~480            | ~480            | ~480            | ~480            | –               |            | 250 km/h              |             | ?                       | ?        | ?        | ?        | ?        | [ 15 ]                      |
| Serie 490 | 3                 |         | 1668 mm      | 49              | 111             | –               | 1               | –               |            | 220 km/h              |             | Є                       | Немає    | Є        | Немає    | Є        | [ 26 ] [ 2 ]                |
| Serie 104 | 4                 |         | 1435 mm      | 206             | 31              |                 |                 |                 | 4000 kW    | 250 km/h              |             | Немає                   | Немає    | Немає    | Немає    | Є        | [ 27 ] [ 2 ] [ 5 ]          |
| Serie 114 | 4                 | 107,9 m | 1435 mm      | 236             | –               | –               | 1               | –               |            | 250 km/h              |             | Немає                   | Немає    | Немає    | Немає    | Немає    | [ 2 ] [ 28 ] [ 7 ] [ 11 ]   |
| Sm3       | 6                 | 159 m   | 1524 mm      | 260             | 40              | 7               | 2               |                 | 4000 kW    | 220 km/h              |             | Є                       | Немає    | Немає    | Немає    | Є        | [ 29 ] [ 2 ] [ 30 ]         |
| Sm6       | 7                 | 184,8 m | 1522 mm      | 342             | 342             |                 | 2               |                 | 5500 kW    | 220 km/h              |             | 8°                      | Немає    | Є        | Немає    | Є        | [ 31 ] [ 32 ]               |
| SŽ 310    | 3                 |         | 1435 mm      | 134             | 30              |                 |                 |                 | 2000 kW    | 200 km/h              |             | Є                       | Немає    | Є        | Немає    | Немає    | [ 33 ] [ 2 ] [ 34 ]         |

## Експлуатація

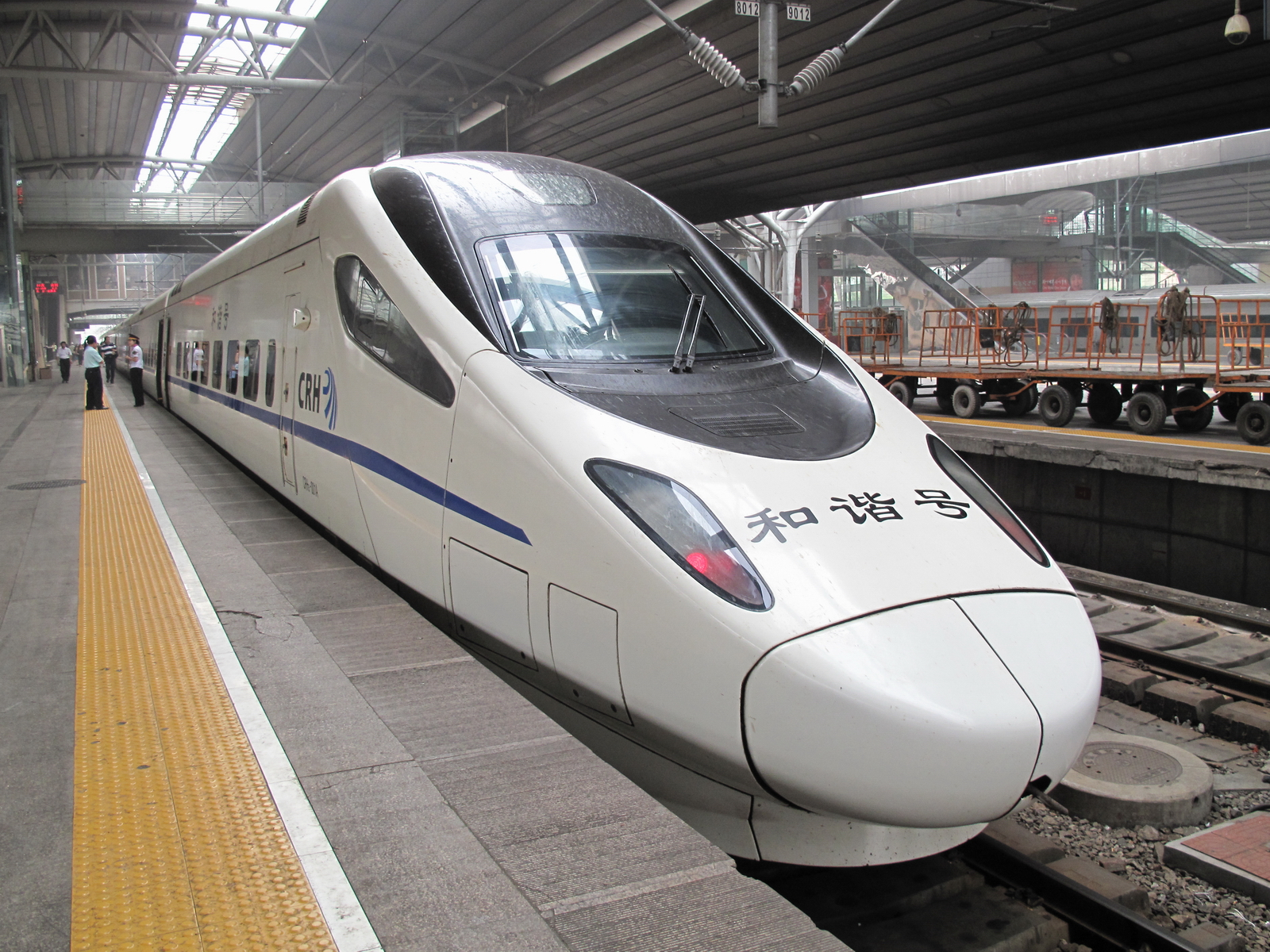
CRH5, китайські залізниці

| Країна           | Оператор                    | Кількість | Позначення | Кількість вагонів | Кузов, що нахиляється | Максимальна швидкість |                            |
| ---------------- | --------------------------- | --------- | ---------- | ----------------- | --------------------- | --------------------- | -------------------------- |
| КНР              | Залізниці Китаю             | 140       | CRH5       | 8                 | Немає                 | 250                   | [ 35 ]                     |
| Чехія            | České dráhy                 | 7         | 680 ČD     | 7                 | Є                     | 230                   | [ 36 ]                     |
| Фінляндія        | VR Group                    | 18        | Sm3        | 6                 | Є                     | 220                   | [ 2 ]                      |
| Фінляндія Росія  | Karelian Trains             | 4         | Sm6        | 7                 | Є                     | 220                   | [ 12 ]                     |
| Іспанія          | RENFE                       | 10        | Serie 490  | 3                 | Є                     | 220                   | [ 2 ] [ 37 ]               |
| Іспанія          | RENFE                       | 20        | Serie 104  | 4                 | Немає                 | 250                   | [ 27 ]                     |
| Іспанія          | RENFE                       | 13        | Serie 114  | 4                 | Немає                 | 250                   | [ 2 ] [ 28 ]               |
| Польща           | PKP Intercity               | 20        | ED250      | 7                 | Немає                 | 250                   | [ 38 ] [ 39 ]              |
| Португалія       | Comboios de Portugal        | 10        | CP 4000    | 6                 | Є                     | 220                   | [ 2 ]                      |
| Словенія         | Slovenske železnice         | 3         | SŽ 310     | 3                 | Є                     | 200                   | [ 33 ]                     |
| Швейцарія Італія | Cisalpino                   | 0         | ETR470     | 9                 | Є                     | 200                   | [ 40 ]                     |
| Швейцарія Італія | Cisalpino                   | 0         | ETR610     | 7                 | Є                     | 250                   | [ 40 ] [ 7 ] [ 41 ] [ 42 ] |
| Швейцарія        | SBB-CFF-FFS                 | 0 (4)     | ETR470     | 9                 | Є                     | 200                   | [ 40 ]                     |
| Швейцарія        | SBB-CFF-FFS                 | 19        | ETR610     | 7                 | Є                     | 250                   | [ 40 ] [ 7 ] [ 41 ] [ 43 ] |
| Велика Британія  | Avanti West Coast           | 21        | Class 390  | 9                 | Є                     | 225                   | [ 16 ] [ 8 ]               |
| Велика Британія  | Avanti West Coast           | 35        | Class 390  | 11                | Є                     | 225                   | [ 16 ] [ 8 ]               |
| Італія           | Ferrovie dello Stato        | 0 (15)    | ETR450     | 9                 | Є                     | 250                   | [ 1 ] [ 44 ]               |
| Італія           | Ferrovie dello Stato        | 7         | ETR460     | 9                 | Є                     | 250                   | [ 1 ]                      |
| Італія           | Ferrovie dello Stato        | 3         | ETR463     | 9                 | Є                     | 250                   | [ 1 ] [ 2 ] [ 3 ] [ 45 ]   |
| Італія           | Ferrovie dello Stato        | 5         | ETR470     | 9                 | Є                     | 200                   | [ 40 ]                     |
| Італія           | Ferrovie dello Stato        | 10        | ETR480     | 9                 | Є                     | 250                   | [ 1 ]                      |
| Італія           | Ferrovie dello Stato        | 5         | ETR485     | 9                 | Є                     | 250                   | [ 1 ] [ 2 ]                |
| Італія           | Ferrovie dello Stato        | 12        | ETR600     | 7                 | Є                     | 250                   | [ 3 ]                      |
| Італія           | Ferrovie dello Stato        | 7         | ETR610     | 7                 | Є                     | 250                   | [ 40 ] [ 7 ]               |
| Італія           | Nuovo Trasporto Viaggiatori | 11 z 22   |            | 7                 | Є                     | 250                   | [ 46 ]                     |

1. 1 2  Cisalpino припинив діяльність у 2009 році, а його рухомий склад перейшов до FS і SBB
2. ↑  Склади не використовуються і збираються продати.
3. ↑  Один потяг клас 390 був знищений під час аварії.
4. ↑  Потяги ETR450 були виведені з експлуатації на початку 2015 року
5. ↑   5 потягів ETR480 перетворено на ETR485.

### Китай
9 жовтня 2004 року компанія Alstom підписала контракт з китайською залізницею на постачання 60 поїздів Pendolino, причому перші 3 повністю виготовлені в Італії, наступні 6 виготовлені в Італії та зібрані в Китаї, а решта повністю побудована в Китаї в Чанчуні у «Changchun Railway Vehicles Company». 
Ці потяги не мають кузова, що нахиляється і позначаються CRH5 
. 
23 вересня 2009 року був підписаний ще один контракт з компанією «Changchun Railway Vehicles Company» на постачання ще 30 CRH5 
, 
13 жовтня 2010 року ще 20 потягів 
, 
а у квітні 2011 року ще 30 потягів цього типу 
.
Потяги спочатку були призначені для обслуговування лінії Пекін-Центральний — Харбін, а пізніше також лінії Пекін — Гуанчжоу та Шицзячжуан — Тайюань
.

### Чехія

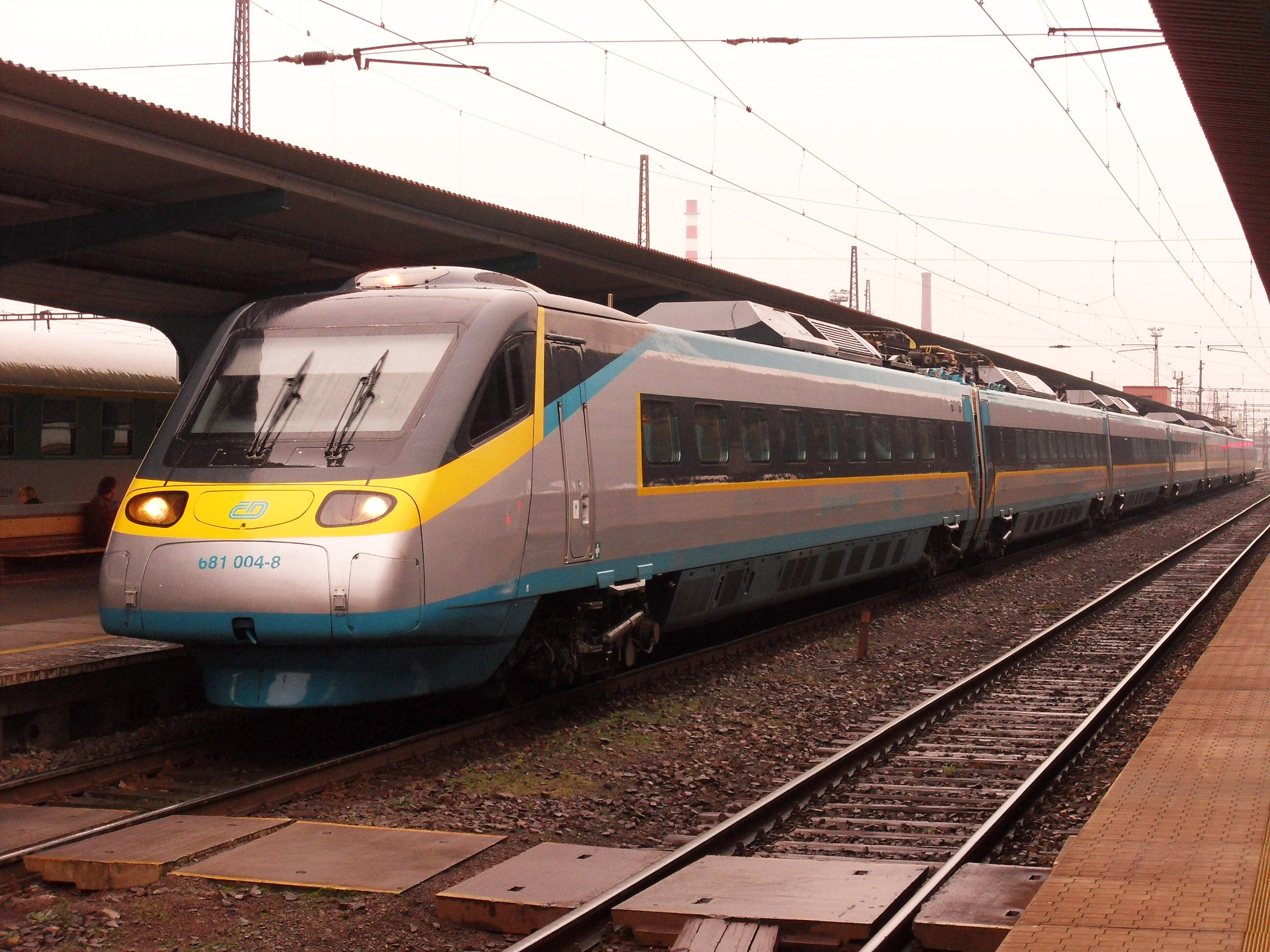
Seria 680, České dráhy

У серпні 1995 року було створено консорціум ČKD, MSV, Fiat Ferroviaria та Siemens, який мав поставити 10 7-вагонних Pendolino до 2000 року. 
Наприкінці 1998 року через проблеми ČKD і MSV замовлення було скорочено до 7 одиниць. 
Перший потяг було доставлено у червні 2003 року, а постачання було завершено в листопаді 2005 року 
.
17 листопада 2004 року на залізниці № 250 між Заєчі та Раквіце перша тестова одиниця досягла швидкості 237 км/год. 
Наприкінці грудня 2004 року розпочато контрольовану експлуатацію на маршруті Прага – Дечин. 
З липня по серпень 2005 року чеський Pendolino був випробуваний на німецькій залізничній мережі. 
Агрегати були випробувані на австрійській залізничній мережі у серпні та вересні 2005 року та у другому кварталі 2006 року 
.
У листопаді 2005 року Пендоліно було схвалено для використання в Чехії, у другій половині 2006 року в Австрії та Словаччині, а наприкінці 2006 року також у Німеччині. 

Наприкінці грудня 2005 року розпочато планову експлуатацію за маршрутом Прага-Голешовіце — Острава. 
У перші шість місяців роботи були численні збої, і Пендоліно були замінені класичними поїздами, що складалися з локомотива та вагонів; через ці дефекти представники Alstom внесли деякі модифікації в поїзди та перекваліфікували персонал, завдяки чому було усунено виникнення проблем 
.
У грудні 2006 року розпочато обслуговування міжнародних маршрутів поїздами Pendolino. 
Потяги обслуговували маршрути з Праги до Братислави, Відня та Жиліни. 
Усі ці сполучення були епізодичними, і зрештою всі вони були залишені, зосередившись на маршруті Прага — Острава 
.
У грудні 2014 року було знову вирішено запустити сполучення зі Словаччиною, цього разу з Кошиці
..
22 липня 2015 року на залізничному переїзді один із поїздів зіткнувся з вантажівкою, яка в’їхала на переїзд під час опускання шлагбаумів 
. 
Внаслідок аварії загинули 3 людини, з них 2 на місці 
. 
Також було знищено 2 вагони поїзда 
. 
У вересні та жовтні 2016 року всі частини потяга були перевезені до Італії для реконструкції потяга 
, 
яка була завершена на початку 2018 року. 

У червні 2017 року Чеська залізниця за допомогою дочірньої компанії DPO розпочала модернізацію інтер’єрів вагонів. 
.
27 червня 2022 року в Богуміні один із агрегатів зіткнувся з локомотивом ČD Cargo , внаслідок чого він отримав серйозні пошкодження, а машиніст загинув 
. 
У листопаді повідомлялося, що Alstom зробив пропозицію відремонтувати пошкоджений Pendolino приблизно за 200 мільйонів крон 
.
Максимальна швидкість поїздів у Чехії становить 160 км/год 
.

### Фінляндія

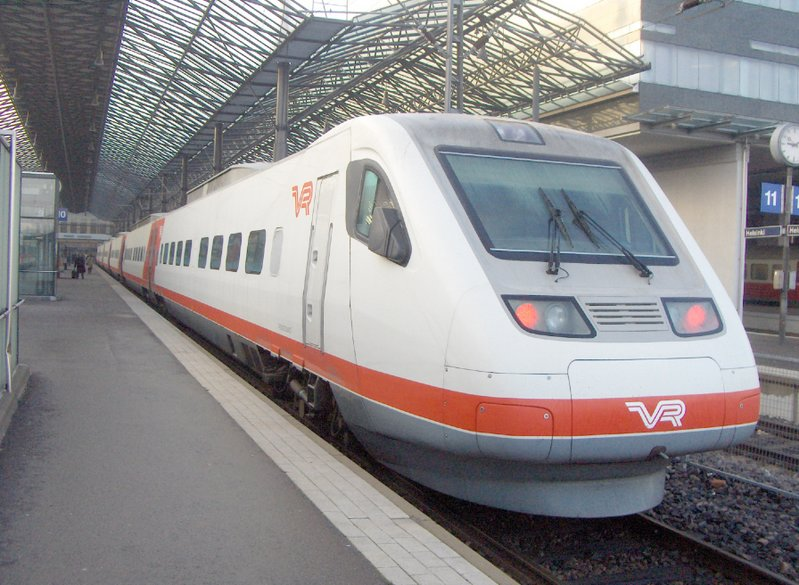
Sm3, VR

У 1992 році Фінська державна залізниця VR замовила 2 ширококолійних потяги Pendolino, які були розроблені на італійському заводі Fiat Ferroviaria та зібрані на фінському заводі Otanmaki у співпраці з заводом Transtech. 
Рішення зібрати поїзди на місці було продиктовано бажанням краще адаптуватися до місцевих вимог і кліматичних умов 
..
Наступні потяги виготовляли вже в Савільяно, Італія, а до Фінляндії їх транспортували морем до порту Турку. 
У 1997 році було замовлено та поставлено 8 одиниць у 2000 — 2002 роках. 
У 2002 році було замовлено ще 8, які були поставлені у 2004-2006 роках 
.
Потяги були спрямовані на обслуговування модернізованих залізничних колій, спочатку з максимальною швидкістю 200 км/год, а пізніше 220 км/год. 
Вони подорожували маршрутами з Гельсінкі до інших міст Фінляндії 
.
Потяги критикували за високу ненадійність через технічні проблеми з нахилом кузова та зчіпками 
. 
Проблеми були особливо серйозними взимку 
. 
У серпні 2011 року VR оголосила, що Alstom перебудує поїзди, щоб підвищити їхню надійність взимку. 
Половину витрат на перетворення має покрити Alstom
.

### Фінляндія/Росія

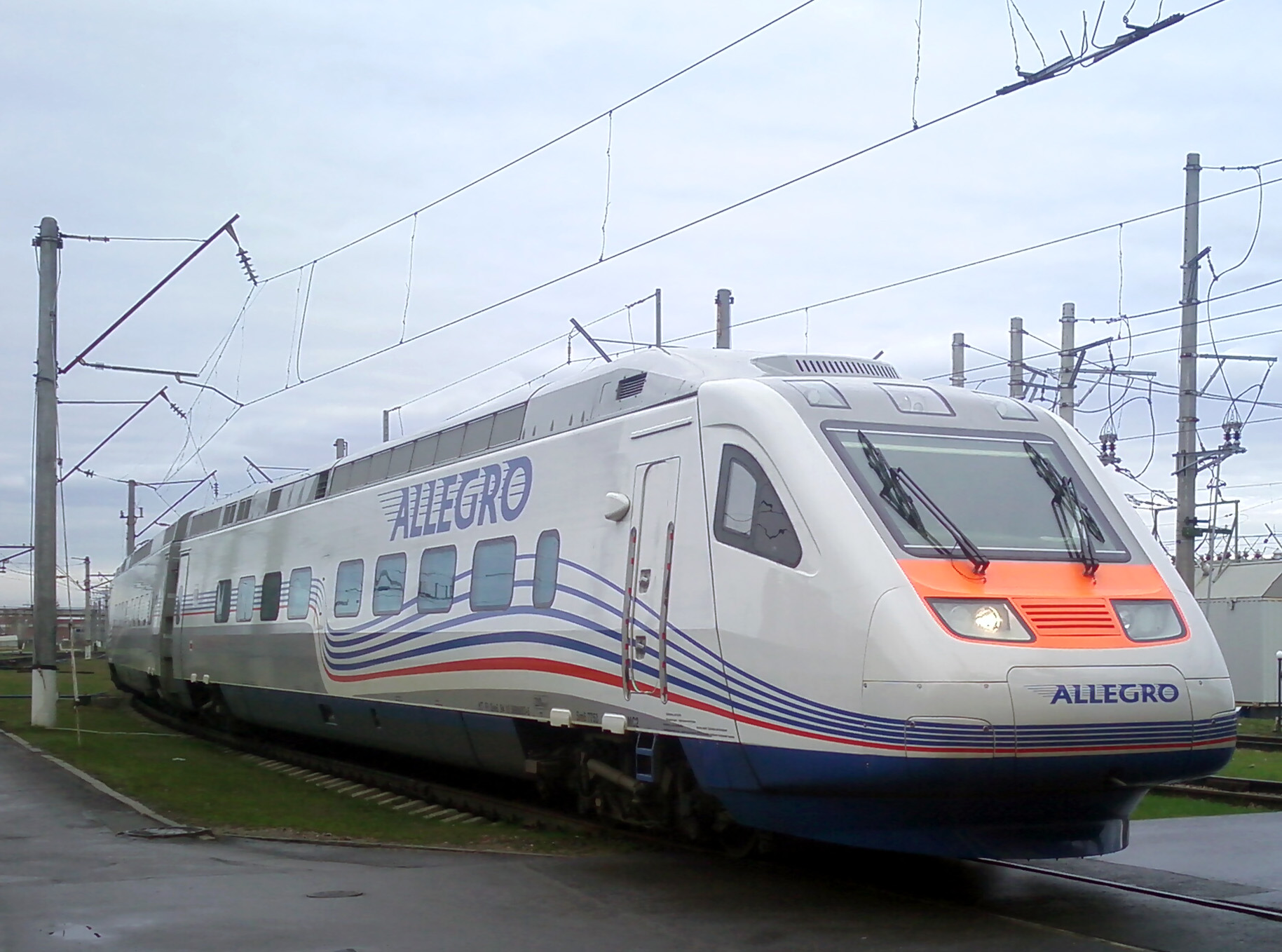
Sm6, Karelian Trains

28 серпня 2007 року «Karelian Trains» (спільне підприємство «Російські залізниці» і «VR Group») замовили 4 ширококолійних 7-вагонних потяги Pendolino для обслуговування маршруту Санкт-Петербург — Гельсінкі. 
Замовлення містить можливість замовлення додаткових 2 потягів 
.
12 лютого 2010 року в Гельсінкі була представлена перша лінійка. 
Потяги отримали назву Allegro; вони є двосистемними (3 кВ постійного струму та 25 кВ змінного струму) і адаптовані як до російської колії - 1524 мм, так і до фінської колії - 1520 мм 
. 
На початку жовтня Allegro презентували на станції Санкт-Петербург-Фінляндський 
.
З фінської сторони поїзди випробували в локомотивному депо на станції Ільмала і на ділянці Керава — Лахті, а з російської сторони поблизу Санкт-Петербурга і на випробувальній трасі біля Щербинки

Введення Allegro на цьому маршруті та запровадження прикордонного контролю під час руху дозволило скоротити час у дорозі з 6 годин до 3,5 годин . 
У 2011 році потягами скористалися 299 тис. осіб. пасажирів, у 2012 році 354 тис. 
 
395 000 — у 2016 році та 482 000 — у 2017 році. 
.

### Іспанія

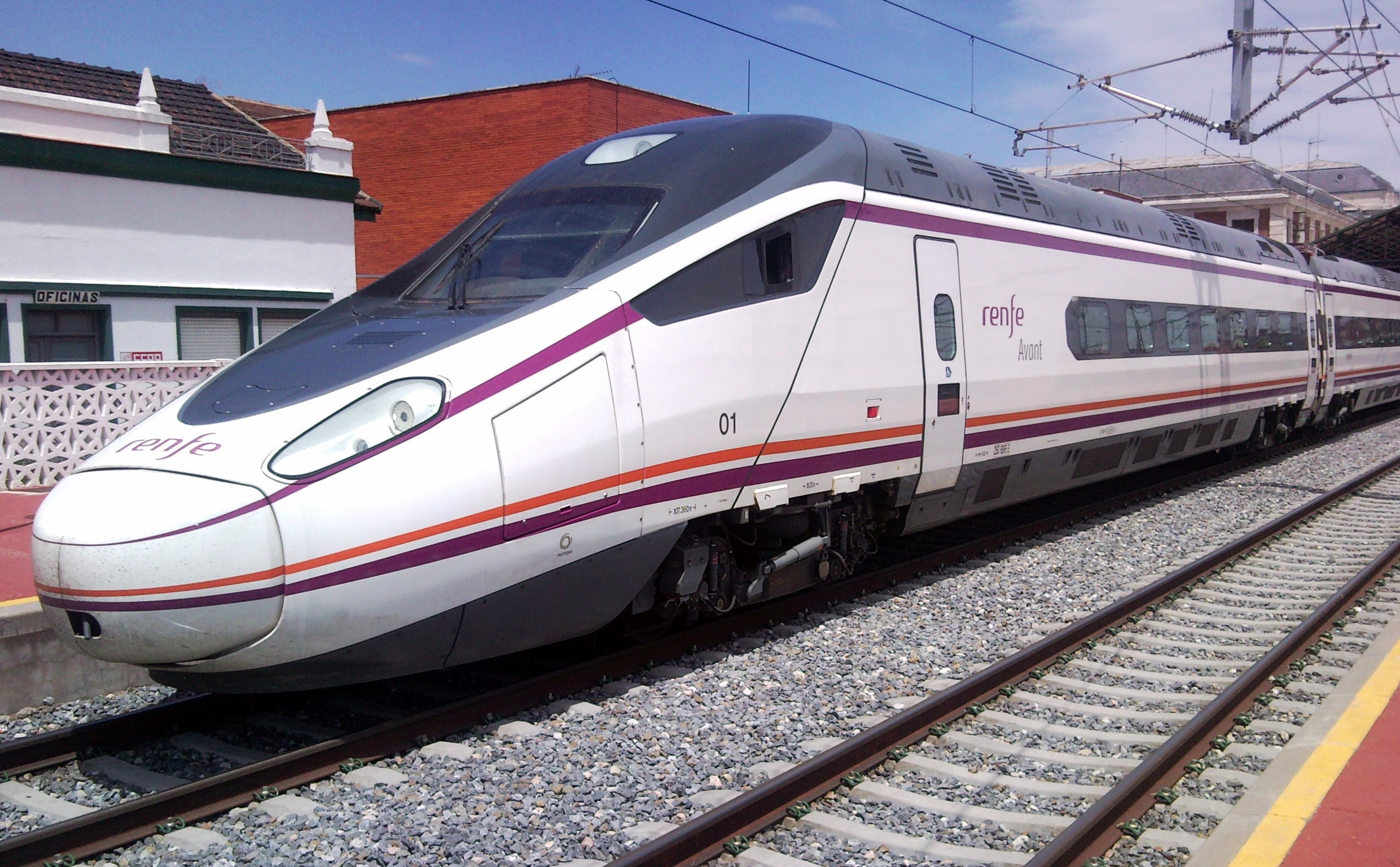
Seria 114, RENFE

У 1999 році іспанський національний перевізник RENFE придбав 10 ширококолійних Pendolino третього покоління (серія 490), які були спрямовані на службу Alaris, що сполучає Мадрид і Валенсію, де вони замінили поїзди Talgo
.
У 2005 році RENFE замовила ще один поїзд Pendolino третього покоління, цього разу зі стандартною колією та без системи нахилу кузова (серія 104). Всього було придбано 20 одиниць, які були спрямовані на обслуговування коротших дистанцій високошвидкісних ліній 
.
У березні 2006 року перевізник підписав контракт з консорціумом Alstom- CAF на постачання 30 4-вагонних поїздів четвертого покоління без  кузова, що нахиляється. 
На початку 2008 року замовлення було зменшено до 13 одиниць через збільшення ціни за одиницю. 
Потяги були поставлені на рубежі 2009/2010 років, а з червня 2011 року почали регулярні пасажирські рейси. 
Вони були спрямовані на сполучення Avant: Мадрид — Вальядолід і Барселона — Льєйда
.

### Польща

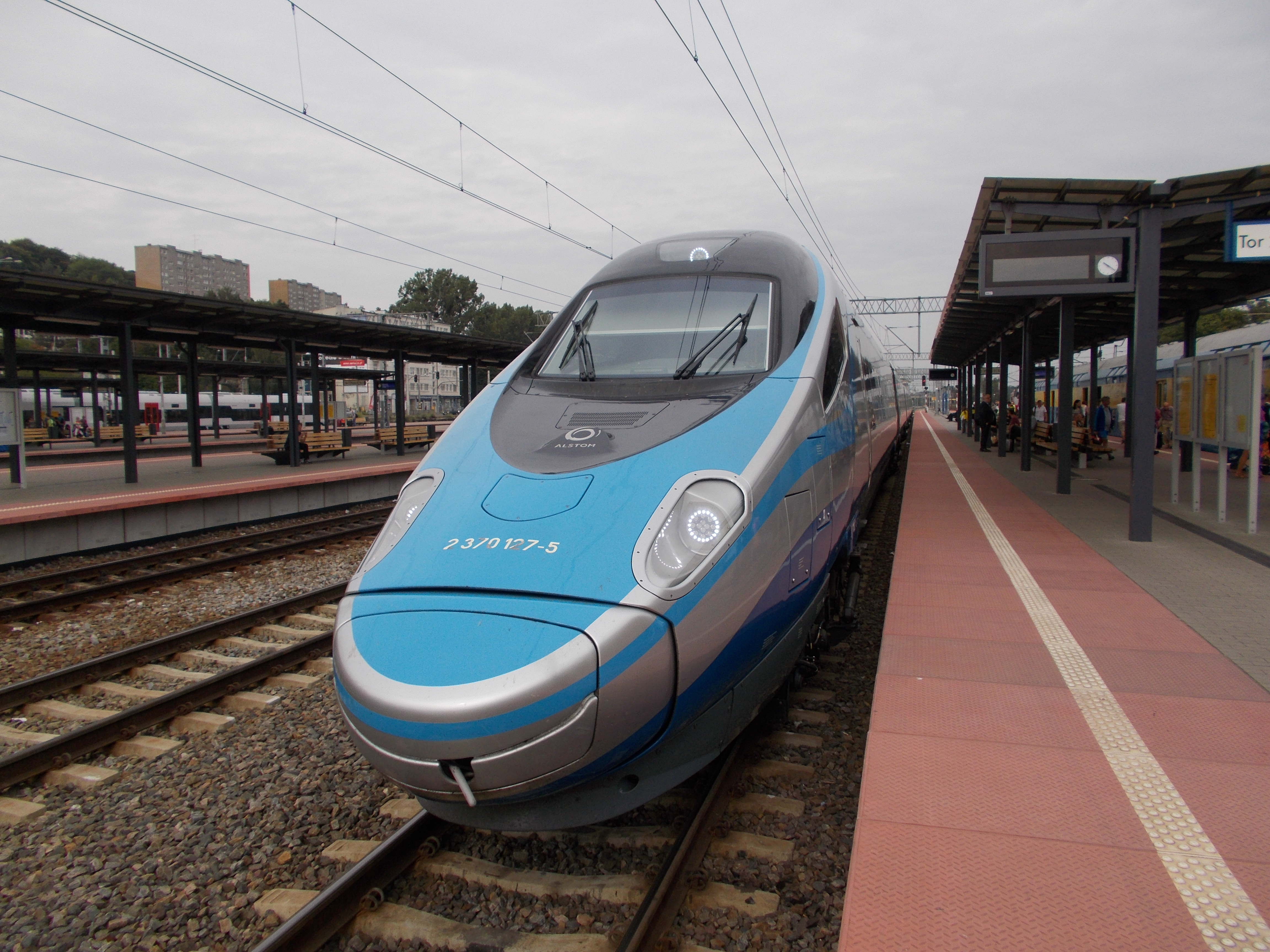
Pendolino ED250 у лівреї PKP intercity.

30 травня 2011 року PKP Intercity та Alstom Transport підписали контракт на 665 мільйонів євро (2,64 мільярда злотих) на постачання 20 7-вагонних поїздів New Pendolino без механізму нахилу та будівництво технічних споруд у Варшаві, призначених виключно для технічного обслуговування високошвидкісного рухомого складу. 
Підписаний контракт також охоплює технічне обслуговування поїздів протягом максимального періоду 17 років 
. 
Лише постачання поїздів коштує 400 мільйонів євро 
, 
а решта суми приблизно 265 мільйонів євро пов’язана з будівництвом технічних приміщень та обслуговуванням. 
У жовтні 2012 року французька компанія Karmar розпочала будівництво технічних засобів для поїздів Pendolino на станції Варшава-Грохув
. 
Будівництво бази було завершено у квітні 2014 року, а потім на неї увійшли поставлені до того часу Pendolino 
.
З 16 листопада 2013 року по 8 грудня 2013 року (у святкові дні) на Центральній залізничній колії проходили випробування поїздів, під час яких неодноразово побивався польський рекорд швидкості та перевірялася коректна робота різних систем, зокрема ETCS
 
випробуваний. 
Під час випробувань була досягнута найвища швидкість за всю історію експлуатації поїздів Pendolino у світі — 293 км/год 
.
До кінця 2013 року до Польщі надійшло 4 потяги 
. 
6 травня 2014 року закінчився термін передачі перших восьми Pendolino; проте потяги не були представлені через проблеми з отриманням омологації . 
Нарешті 11 вересня перший із потягів отримав сертифікати Управління залізничного транспорту 
. 
У вересні 14 складів було фізично розміщено в Польщі 
, 
а в середині жовтня перші 2 склади були отримані PKP IC 
. 
На дату початку пасажирських перевезень (14.12.2014) прийнято 15 поїздів 
.
14 грудня 2014 року почали курсувати потяги Pendolino в рамках нової категорії поїздів Express InterCity Premium, які обслуговують сполучення між Варшавою та Гдинею, Катовіцями, Краковом та Вроцлавом. 
Максимальна швидкість, яку розвивають поїзди, становить 200 км/год 
. 
13 грудня 2015 року під час зміни розкладу було продовжено маршрути деяких поїздів до Бельсько-Бяла, Гливиці та Ряшів-Головний
, 
а 29 квітня 2016 року до Єленя-Гура та Колобжегу
.

### Португалія

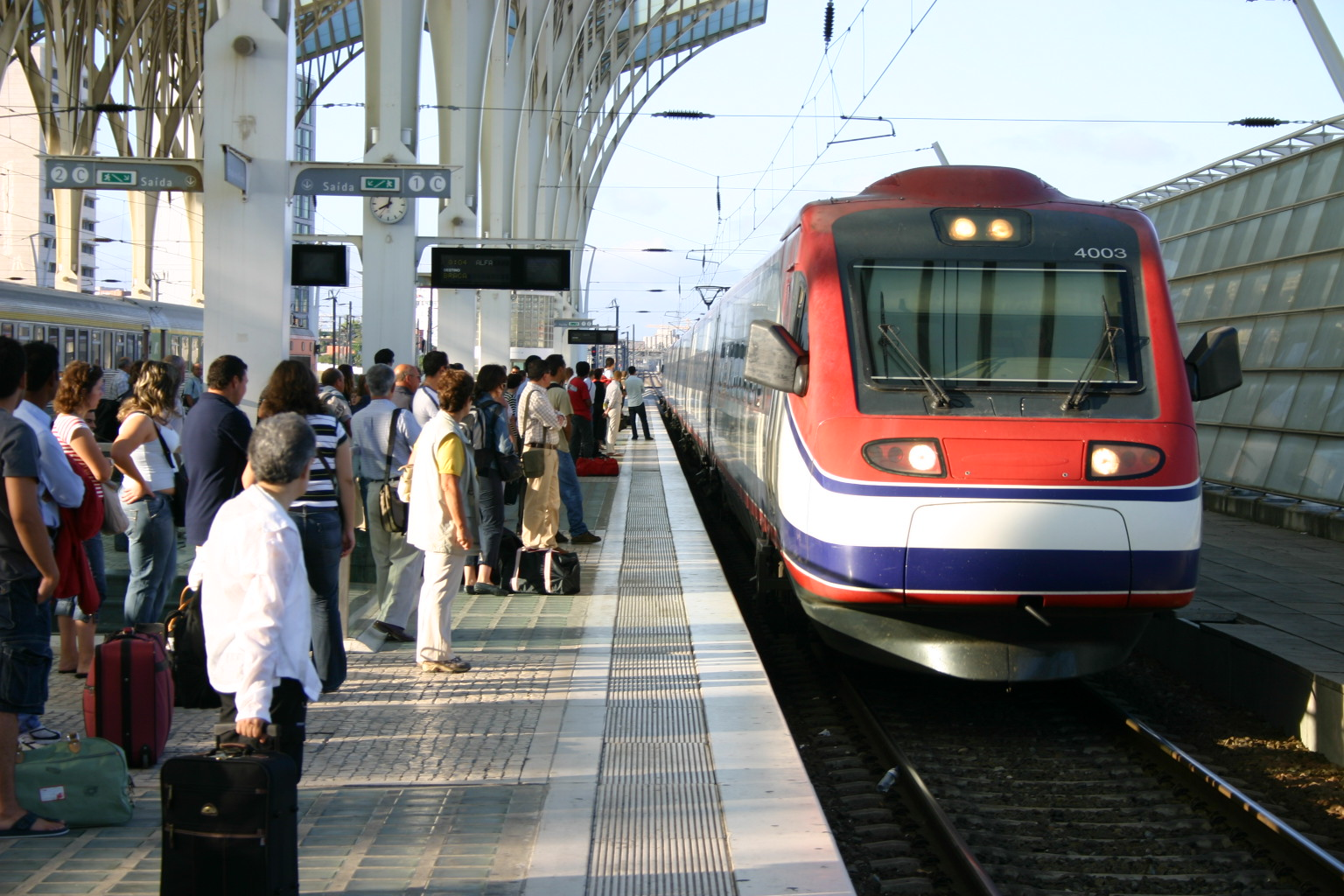
Seria 4000, Comboios de Portugal

У 1999 році португальський національний перевізник Comboios de Portugal придбав 10 ширококолійних 6-вагонних поїздів, які були виготовлені на португальському заводі Alstom в Амадорі
. 
Під час випробувань Pendolino встановив португальський рекорд швидкості — біля станції Лісабон-Східний поїзд розігнався до 236,6 км/год 
.
Після постачання їх було призначено виконувати рейси Alfa Pendular між Брагою, Лісабоном і Фару. 
Спочатку максимальна швидкість, що розвивалася, становила 200 км/год, але пізніше на деяких дистанціях маршруту її підняли до 220 км/год 
.
У 2016 році відбулось комплексне обстеження та оздоблення салону, яке включало, серед іншого, встановлення електричних розеток та Wi-Fi. 
Через ремонт перевізник був змушений орендувати кілька одиниць серії 120 у RENFE. 
Перший модернізований блок був готовий у березні 2017 року 
.

### Словенія

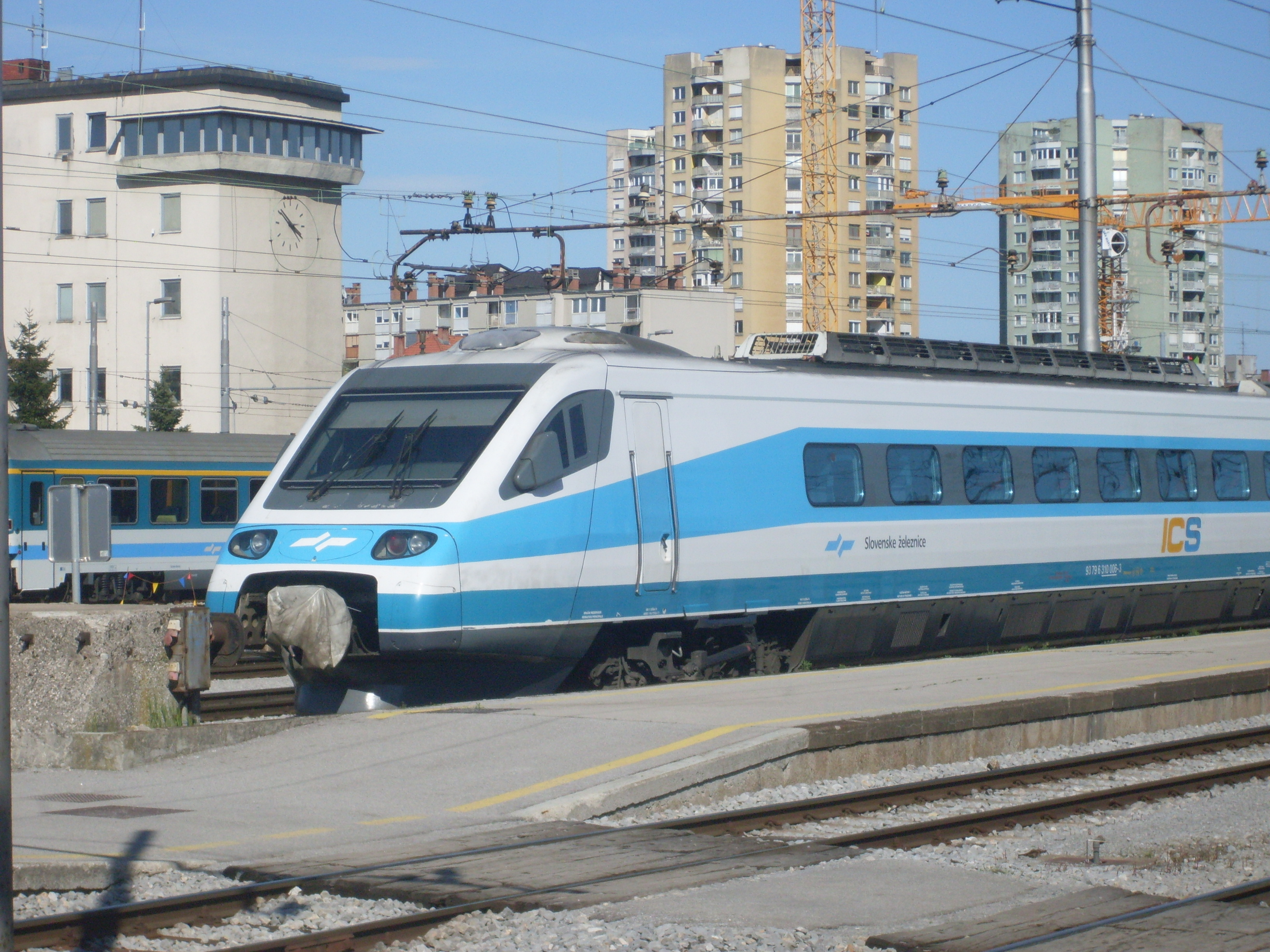
Seria 310, Slovenske železnice

У 2000 році Словенські залізниці придбали 3 потяги на базі італійського ETR 470 у 3-вагонному варіанті. 
Потяги працюють як InterCitySlovenija і з'єднують станції Любляна, Зиданий Мост, Целє, Марибор і Копер
.
До 2008 року одна пара сполучень Марибор — Любляна була продовжена до Венеції через Монфальконе та Трієст, однак словенський Пендоліно втратив допуск до італійської залізничної мережі через відсутність сертифікатів ETCS рівня 2 
.

### Швейцарія / Італія

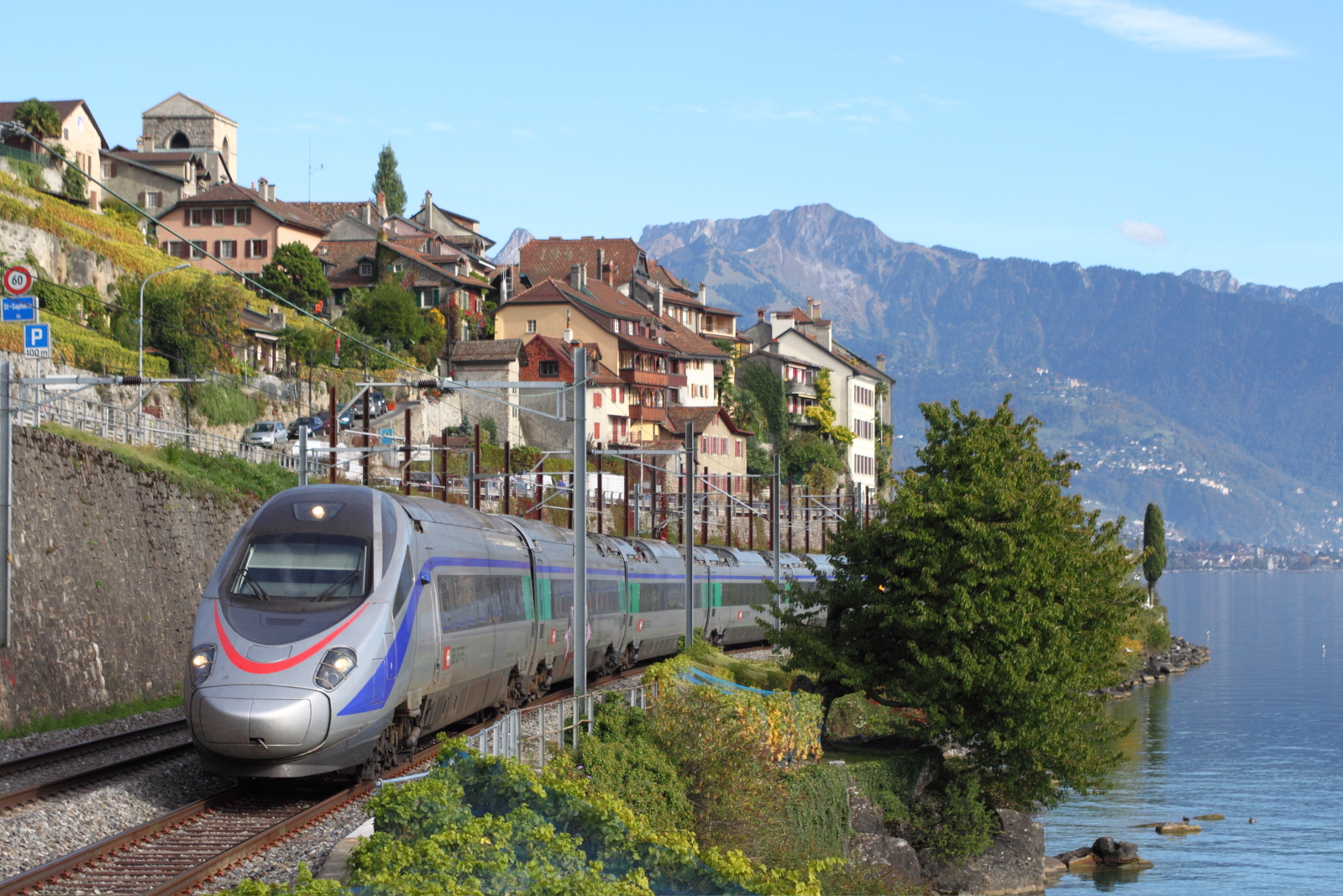
ETR610, SBB-CFF-FFS

У 1993 році спільне підприємство італійських і швейцарських залізниць Cisalpino замовило 9 поїздів. 
Компанія отримала потяги третього покоління з маркуванням ETR470 
.
Потяги ETR 470 було запущено у вересні 1996 року за маршрутом Мілан — Цюрих — Женева/ Базель, а з березня 1998 року також Мілан — Штутгарт
. 
У 2006 році після серії серйозних збоїв і через часті затримки Німеччина припинила співпрацю з Cisalpino, і ICE T почав курсувати за маршрутом Штутгарт — Цюрих 
.
У березні 2004 року компанія замовила 14 поїздів четвертого покоління ETR610 
. 
Їх використання розпочалося на початку 2009 року. 
Паралельно з введенням в експлуатацію нових поїздів Cisalpino збанкрутував — весь парк перейшов до швейцарської SBB-CFF-FFS та італійської Trenitalia
.

### Швейцарія

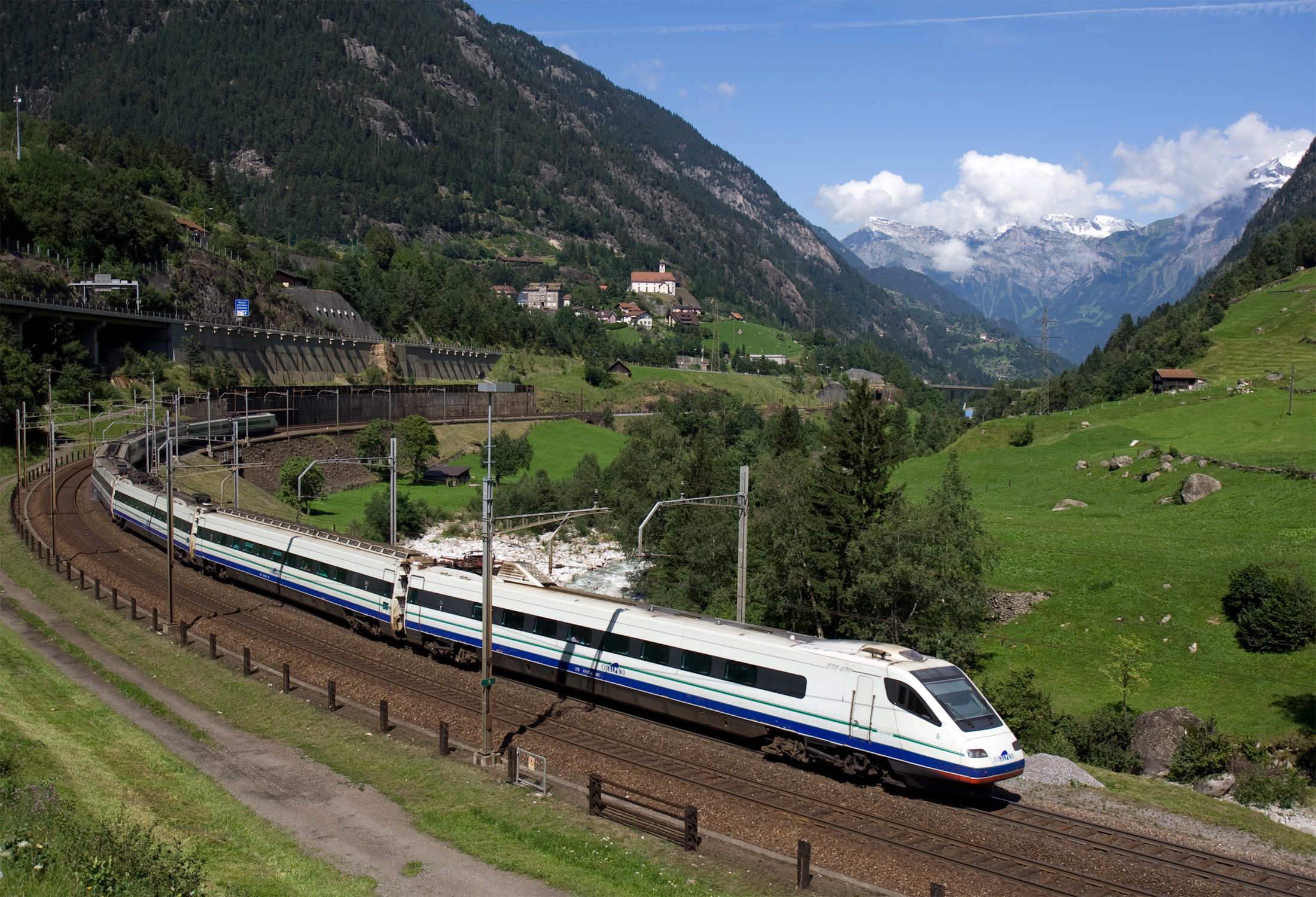
ETR470, Cisalpino

Після збанкрутування Cisalpino SBB отримала 4 ETR470 і 7 ETR610 (деякі з яких ще не були поставлені) 
. 
У вересні 2015 року SBB підписала контракт з Alstom на модернізацію цих 7 ETR610, включаючи встановлення більших багажних полиць, нової сімейної зони, нових туалетів, Wi-Fi та змін безпеки, яких вимагають правила італійської залізниці
.
У червні 2012 року Swiss Railways замовила ще 8 ETR610; перший із цих поїздів вирушив із заводу в Савільяно на початку червня 2014 року 
, 
а 7 серпня був урочисто представлений 
. 
У лютому 2015 року SBB використала опціон на додаткові 4 ETR610 
. 
Постачання було завершено на початку 2017 року 
.

### Велика Британія

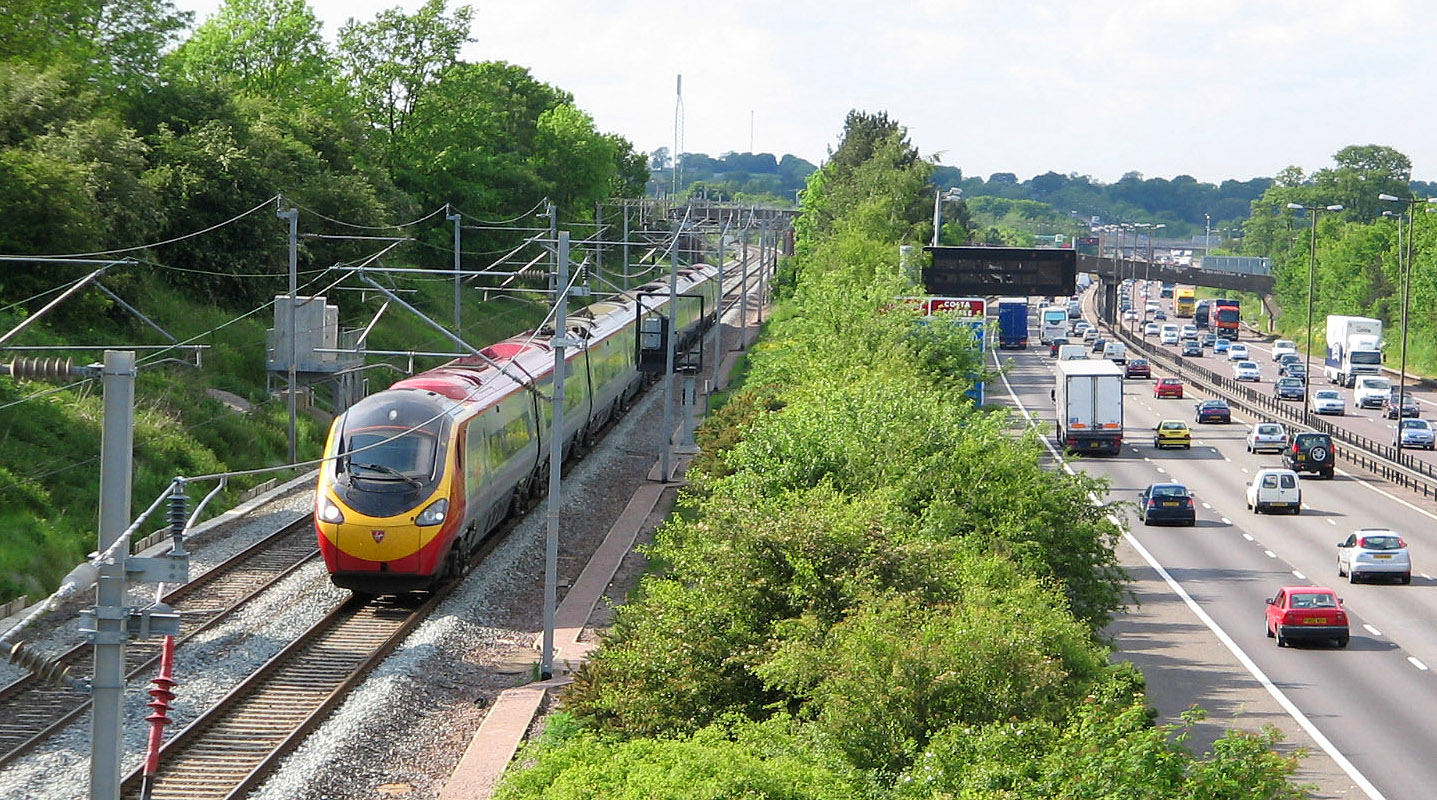
Seria 390, Virgin Trains

У 1997 році компанія Virgin Trains отримала 12-річну концесію на обслуговування пасажирських перевезень на West Coast Main Line, що сполучає лондонську станцію Юстон із центральною станцією Глазго-Центральне. 
Virgin замовила 53 потяги Pendolino, спеціально розроблені для задоволення британських вимог, які були виготовлені консорціумом Alstom і Fiat. 
Було замовлено 34 8-вагонних поїздів і 19 9-вагонних 
.
У лютому 2001 року перші 2 потяги були випробувані на полігоні Old Dalby у Великій Британії, який був спеціально відремонтований для цих цілей. Наприкінці листопада ці 2 потяги передали перевізнику. 
Офіційна презентація поїздів відбулася в червні 2002 року, а в середині липня відбувся перший рейс з пасажирами 
. 
Транспортні засоби почали регулярну експлуатацію у 2003 році 
 
і були спрямовані на обслуговування сполучень з Лондона, напр. до Бірмінгема, Манчестера, Ліверпуля та Глазго з максимальною швидкістю 200 км/год (досягнення максимальної швидкості поїздів 225 км/год неможливе через відсутність сертифікатів ATP та ETCS на лінії WCML) 
.
Постачання було завершені у жовтні 2004 року. 
Через введення в експлуатацію поїздів Pendolino, перевізник вилучив склади, що складаються з локомотивів серій 86, 87 i 90, що ведуть вагони Mk.2 i Mk.3 (ці склади були передані British Rail разом із передачею сполучень) до WCML і використовувалися до кінця 2004 року). 
У 2004 і на початку 2005 року всі 8-вагонні потяги були розширені на 1 вагон
.
23 січня 2007 року один із поїздів потрапив у залізничну аварію поблизу Грейригга в Камбрії. 
В результаті аварії одна людина загинула, 22 отримали поранення. 
Річард Бренсон, керівник Virgin Trains, у заяві для BBC News оцінив, що така низька кількість жертв і поранених в основному пов'язана з конструкцією поїзда, яку він порівняв з конструкцією танка 
. 
У звіті, оприлюдненому 4 вересня 2007 року, вказано, що причиною аварії стала несправність вимикача 
.
На початку 2008 року поїзди досягли пробігу в один мільйон миль 
. 
У другій половині 2008 року було підписано контракт на постачання 4 додаткових 11-вагонних поїздів і 62 вагонів для розширення 31 9-вагонні потяги до 11-вагонних 
.
У 2014 році з нагоди продовження концесії на перевезення на лінії WCML Virgin зобов'язався переобладнати один вагон 1-го класу у 2-й клас у 21 складі 
.

### Італія
Ferrovie dello Stato

ETR600, Ferrovie dello Stato

На початку 1970-х років в Італії розглядалися різні варіанти збільшення швидкості руху поїздів. 
Зрештою, було вирішено розробити потяги із кузовом, що нахиляється, які не вимагали будівництва нових залізничних колій, оскільки це рішення було фінансово вигіднішим. 
У 1975 році компанія Ferrovie dello Stato ввела в експлуатацію перший Pendolino (ETR401), який був призначений для обслуговування лінії Рим – Анкона. 
У 1985 році Державні залізниці Італії замовили 15 поїздів другого покоління (ETR450), які почали регулярну експлуатацію в 1988 році 
.
Наприкінці 1991 року, після 14 років будівництва, була завершена перша в Італії високошвидкісна лінія Диреттизима, що сполучає Флоренцію з Римом. 
Обслуговувати його доручили Pendolino другого покоління, який міг проїхати тут зі своєю максимальною швидкістю 250 км/год. 
Потяги курсували під брендом Eurostar Italia
. 
Після закінчення роботи агрегатів механізм нахилу кузова вимикався, а максимальна швидкість обмежувалася 200 км/год 
. 
ETR450 використовувався до січня 2015 року 
.
У період з 1995 по 1997 рік італійські залізниці отримали 25 одиниць Pendolino 3-го покоління: 7 ETR460, 3 ETR460P і 15 ETR480. 
Це були 9-вагонні потяги з різними варіантами живлення. 
Потяги ETR460P Politenesione (3 кВ / 1,5 кВ) застосували для обслуговування транскордонного маршруту Мілан – Ліон. 
У 2005 році ця служба була припинена; блоки були позбавлені живлення 1,5 кВ і перенумеровані спочатку на серію ETR465, а потім на серію ETR463 
. 
У грудні 2016 року в установках ETR460 і ETR463 відключили механізм нахилу кузова 
.
У 2006 році Trenitalia замовила 12 поїздів четвертого покоління (ETR600), які були призначені для обслуговування маршрутів Frecciargento
.
Після припинення діяльності Cisalpino у 2009 році Trenitalia отримала 5 ETR470 і 7 ETR610 
. 
У грудні 2015 року в агрегатах ETR470 був відключений механізм нахилу кузова 
.
Агрегати ETR460-29 і ETR480-34 були списані через аварії, які вони зазнали 
.
Nuovo Transporto Viaggiatori
На початок ІІ півріччя 2018 року в експлуатації перебувало 11 потягів 
.